# Lay It All on Me
"Lay It All on Me" é uma canção gravada pela banda britânica de bateria e baixo Rudimental. Gravada para We the Generation (2015), segundo álbum de estúdio da banda, foi co-composta e contém vocais adicionais do músico inglês Ed Sheeran. A sua estreia ocorreu a 24 de Setembro de 2015 através da BBC Radio 1, e o seu lançamento comercial como single aconteceu no dia seguinte em plataformas digitais e de streaming ao redor do mundo.

## Desempenho nas tabelas musicais
| País — Tabela musical (2015)                               | Posição de pico |
| ---------------------------------------------------------- | --------------- |
| Austrália — Top 100 Singles (ARIA Charts)                  | 7               |
| Áustria — Ö3 Austria Top 40                                | 23              |
| Bélgica (Flandres) — Top 50 Singles (Ultratop)             | 47              |
| Bélgica (Valónia) — Top 50 Singles (Ultratop)              | 24              |
| Canadá — Hot 100 (Billboard)                               | 29              |
| República Checa — Rádio Top 100 (FIIF)                     | 33              |
| República Checa — Singles Digital - Top 100 (FIIF)         | 9               |
| Dinamarca — Single Top-40 (Hitlisten)                      | 26              |
| Alemanha — Top 100 Singles (GfK Entertainment Charts)      | 31              |
| Hungria — Radiós Top 40 (MAHASZ)                           | 10              |
| Hungria — Single Top 40 (MAHASZ)                           | 24              |
| Hungria — Stream Top 40 (MAHASZ)                           | 12              |
| Irlanda — Singles Top 50 (IRMA)                            | 5               |
| Irlanda — Singles Top 50 (IRMA)                            | 17              |
| Países Baixos — Single Top 100 (MegaCharts)                | 43              |
| Nova Zelândia — Top 40 Singles (RMNZ)                      | 5               |
| Noruega — Topp 40 Singles (VG-lista)                       | 38              |
| Polónia — Airplay Top 100 (ZPAV)                           | 20              |
| Portugal — Top 100 Singles (AFP)                           | 18              |
| Escócia — Singles Sales Top 100 (OCC)                      | 7               |
| Eslováquia — Rádio Top 100 (FIIF)                          | 21              |
| Eslováquia — Singles Digital - Top 100 (FIIF)              | 11              |
| Eslovênia — SloTop50 Singles                               | 11              |
| Suécia — Top Singles Top 100 (Sverigetopplistan)           | 17              |
| Suíça — Top Singles Top 75 (Schweizer Hitparade)           | 26              |
| Reino Unido — Official Singles Chart Top 100 (OCC)         | 12              |
| Estados Unidos — Billboard Hot 100                         | 48              |
| Estados Unidos — Hot Adult Contemporary Tracks (Billboard) | 24              |
| Estados Unidos — Adult Top 40 (Billboard)                  | 11              |
| Estados Unidos — Dance/Mix Show Airplay (Billboard)        | 13              |
| Estados Unidos — Mainstream Top 40 (Billboard)             | 17              |